# セルバーグの予想
数学では、セルバーグの予想(Selberg's conjecture)は、 Selberg (1965, p.13) で予想され、合同部分群のマース波動形式のラプラス作用素の固有値が少なくとも 1/4 であろうという予想である。セルバーグはこの固有値を少なくとも 3/16 であることを示した。
一般線型群の一般化されたラマヌジャン予想は、セルバーグの予想を含んでいる。さらに詳しくは、セルバーグの予想は本質的には、無限の位置での有理数上の群 GL2 の一般化されたラマヌジャン予想であり、対応する表現の無限遠点での要素が、GL2(R) の（補系列の表現ではなく）主系列であることを言っている。一方、一般化されたラマヌジャン予想は、ラングランズ函手性予想に従うので、このことはセルバーグ予想にも前進をもたらす。